# Bragança Paulista (microregio)
Bragança Paulista is een van de 63 microregio's van de Braziliaanse deelstaat São Paulo. Zij ligt in de mesoregio Macro Metropolitana Paulista en grenst aan de microregio's Amparo, Pouso Alegre (MG), Campinas, Franco da Rocha, Jundiaí, Guarulhos en São José dos Campos. De microregio heeft een oppervlakte van ca. 3.132 km². In 2008 werd het inwoneraantal geschat op 476.098.
Elf gemeenten behoren tot deze microregio:
- Atibaia
- Bom Jesus dos Perdões
- Bragança Paulista
- Itatiba
- Jarinu
- Joanópolis
- Morungaba
- Nazaré Paulista
- Piracaia
- Tuiuti
- Vargem

Mesoregio's: Araçatuba · Araraquara · Assis · Bauru · Campinas · Itapetininga · Litoral Sul Paulista · Macro Metropolitana Paulista · Marília · Metropolitana de São Paulo · Piracicaba · Presidente Prudente · Ribeirão Preto · São José do Rio Preto · Vale do Paraíba Paulista

Microregio's: Adamantina · Amparo · Andradina · Araçatuba · Araraquara · Assis · Auriflama · Avaré · Bananal · Barretos · Batatais · Bauru · Birigui · Botucatu · Bragança Paulista · Campinas · Campos do Jordão · Capão Bonito · Caraguatatuba · Catanduva · Dracena · Fernandópolis · Franca · Franco da Rocha · Guaratinguetá · Guarulhos · Itanhaém · Itapecerica da Serra · Itapetininga · Itapeva · Ituverava · Jaboticabal · Jales · Jaú · Jundiaí · Limeira · Lins · Marília · Mogi das Cruzes · Mogi-Mirim · Nhandeara · Novo Horizonte · Osasco · Ourinhos · Paraibuna e Paraitinga · Piedade · Piracicaba · Pirassununga · Presidente Prudente · Registro · Ribeirão Preto · Rio Claro · Santos · São Carlos · São João da Boa Vista · São Joaquim da Barra · São José do Rio Preto · São José dos Campos · São Paulo · Sorocaba · Tatuí · Tupã · Votuporanga